# Not Letting Go
Not Letting Go is een nummer van de Britse rapper Tinie Tempah uit 2015, in samenwerking met de eveneens Britse zangeres Jess Glynne. Het is de eerste single van Tempahs derde studioalbum Youth. Het nummer staat ook op de deluxe versie van Glynne's debuutalbum I Cry When I Laugh.
Het nummer bevat samples uit de nummers "Not for Long" van B.o.B, en "There's No Other Way" van Jermaine Jackson. "Not Letting Go" bereikte de nummer 1-positie in het Verenigd Koninkrijk. In Nederland bereikte het de 2e positie in de Tipparade, en in Vlaanderen de 13e positie in de Tipparade.